# Pozalmuro
Pozalmuro – gmina w Hiszpanii, w prowincji Soria, w Kastylii i León, o powierzchni 36,8 km². W 2011 roku gmina liczyła 73 mieszkańców.